# 8-й армійський корпус (США)
VIII ко́рпус а́рмії США (англ. VIII Corps (United States)) — військове об'єднання, армійський корпус армії США часів Другої світової війни.

## Командування

### Командири
- генерал-майор Едвард Манн Льюїс (англ. Edward Mann Lewis) (грудень 1922 — січень 1924);
- генерал-лейтенант Герберт Джей Бріз (англ. Herbert J. Brees) (1 жовтня 1936 — 30 вересня 1940);
- генерал-лейтенант Вальтер Крюгер (англ. Walter Krueger) (1 жовтня 1940 — травень 1941);
- генерал-майор Джордж Визі Стронг (англ. George Veazey Strong) (травень 1941 — 1942);
- генерал-лейтенант Деніель Айсом Султан (англ. Daniel Isom Sultan) (1942 — грудень 1943);
- генерал-майор Еміль Рейнгардт (англ. Emil F. Reinhardt) (грудень 1943 — 14 березня 1944);
- генерал-лейтенант Трой Міддлтон (англ. Troy H. Middleton) (15 березня 1944 — 10 серпня 1945);
- генерал-майор Айра Віч (англ. Ira T. Wyche) (10 серпня — 15 грудня 1945).